# Cypripedium lentiginosum
Cypripedium lentiginosum é uma espécie de orquídea terrestre, família Orchidaceae, que habita o Yunnan, na China.